# Tunnel Przełęczą Kowarską
Der Tunnel Przełęczą Kowarską (früher Tunnel unter dem Oberschmiedeberg) befindet sich zwischen den Orten Kowary (früher Schmiedeberg) und Ogorzelec (früher Städtisch Dittersbach) und liegt an der Eisenbahnstrecke Bahnstrecke Kamienna Góra–Jelenia Góra (früher Landeshut–Hirschberg). Mit einer Länge von 1025 Metern gehört er zu den längsten Tunneln in Polen.

## Geschichte
Am 15. Mai 1882 wurde der erste Abschnitt der Bahnstrecke nach Schmiedeberg eröffnet. Die Fortsetzung der Strecke erforderte jedoch die Überwindung des Oberschmiedeberges, der sich auf einer Höhe von 727 m über dem Meeresspiegel befindet. Die Steigung der Gleise wäre für die Züge zu steil gewesen, weshalb der Bau eines Tunnels notwendig wurde. Die Bauarbeiten begannen im Herbst 1901, zogen sich jedoch aufgrund des schwierigen Geländes und mehrerer Wechsel der Baufirmen in die Länge. Am 4. Juni 1905 fuhr der erste Zug durch den Tunnel nach Frankenstein. Ab diesem Zeitpunkt verkehrten Züge auf der Strecke Frankenstein – Hirschberg.
Die 1932 abgeschlossene Elektrifizierung der Strecke ermöglichte den Einsatz schwererer Züge, die zuvor von Dampflokomotiven nicht bewältigt werden konnten. Zudem reduzierte sich die Luftverschmutzung erheblich. Nach dem Zweiten Weltkrieg wurde die Elektrifizierung wurde die Oberleitung samt Masten durch die Sowjetunion demontiert, sodass wieder Dampflokomotiven eingesetzt wurden. Der letzte Zug fuhr Ende der 1980er Jahre durch den Tunnel, jedoch wurde er erst 2007 offiziell stillgelegt.
Der Tunnel unter dem Oberschmiedeberg besitzt eine gemauerte Auskleidung. Er verläuft in einer Kurve, sodass man von der Mitte aus keine der beiden Tunnelenden sehen kann und es dort völlig dunkel ist. Nach der Stilllegung der Bahnstrecke wurden einige Schienen von Schrotthändlern demontiert. Heute sind keine Gleise oder Bahnschwellen mehr vorhanden. Die Tunnelwände sind durch den Ruß der ehemaligen Dampflokomotiven geschwärzt.

## Heutige Nutzung
Nach der Streckenstilllegung wurde der Tunnel zu einer touristischen Attraktion und wird oft besucht, obwohl er offiziell nicht an einem markierten Wanderweg liegt. Der ungenutzte und nicht gewartete Tunnel weist zahlreiche Undichtigkeiten auf. An einer Stelle tritt aus der Seitenwand ein starker Wasserstrom aus, während es auch an der Decke und an vielen anderen Stellen zu Wasserlecks kommt. Im Winter gefriert das austretende Wasser und bildet Eiszapfen.